# 콜린 애트우드
콜린 애트우드(영어: Colleen Atwood, 1948년 9월 25일 ~ )는 미국의 의상 디자이너이다. 80년대 이래로 다양한 영화와 드라마 분야에서 의상을 담당했다. 2015년까지 아카데미 의상상 부문에 11번 후보로 지명되었고, 3번 수상했다(2002년 《시카고》, 2005년 《게이샤의 추억》, 2010년 《이상한 나라의 앨리스》). 특히 팀 버튼, 롭 마셜, 조너선 데미 감독의 작품에 자주 참여한다.

## 수상

### 아카데미 의상상
| 연도 | 작품                                       | 감독            | 수상 |
| ---- | ------------------------------------------ | --------------- | ---- |
| 1994 | 《작은 아씨들》                            | 질리언 암스트롱 | 후보 |
| 1998 | 《비러브드》                               | 조너선 데미     | 후보 |
| 1999 | 《슬리피 할로우》                          | 팀 버튼         | 후보 |
| 2002 | 《시카고》                                 | 롭 마셜         | 수상 |
| 2004 | 《레모니 스니켓의 위험한 대결》            | 브래드 실버링   | 후보 |
| 2005 | 《게이샤의 추억》                          | 롭 마셜         | 수상 |
| 2007 | 《스위니 토드: 어느 잔혹한 이발사 이야기》 | 팀 버튼         | 후보 |
| 2009 | 《나인》                                   | 롭 마셜         | 후보 |
| 2010 | 《이상한 나라의 앨리스》                   | 팀 버튼         | 수상 |
| 2012 | 《스노우 화이트 앤 더 헌츠맨》             | 루퍼트 샌더스   | 후보 |
| 2014 | 《숲속으로》                               | 롭 마셜         | 후보 |

### 영국 아카데미 의상상
| 연도 | 작품                                       | 감독            | 수상 |
| ---- | ------------------------------------------ | --------------- | ---- |
| 1990 | 《가위손》                                 | 팀 버튼         | 후보 |
| 1994 | 《작은 아씨들》                            | 질리언 암스트롱 | 후보 |
| 1999 | 《슬리피 할로우》                          | 팀 버튼         | 수상 |
| 2001 | 《혹성탈출》                               | 팀 버튼         | 후보 |
| 2002 | 《시카고》                                 | 롭 마셜         | 후보 |
| 2005 | 《게이샤의 추억》                          | 롭 마셜         | 수상 |
| 2007 | 《스위니 토드: 어느 잔혹한 이발사 이야기》 | 팀 버튼         | 후보 |
| 2010 | 《이상한 나라의 앨리스》                   | 팀 버튼         | 수상 |
| 2012 | 《스노우 화이트 앤 더 헌츠맨》             | 루퍼트 샌더스   | 후보 |
| 2014 | 《숲속으로》                               | 롭 마셜         | 후보 |